# Komlenac
Komlenac är ett samhälle i Bosnien och Hercegovina.   Det ligger i entiteten Republika Srpska, i den nordvästra delen av landet, 200 km nordväst om huvudstaden Sarajevo. Komlenac ligger 169 meter över havet och antalet invånare är 207.
Terrängen runt Komlenac är huvudsakligen platt, men västerut är den kuperad. Närmaste större samhälle är Bosanska Dubica, 5,8 km öster om Komlenac. 
Omgivningarna runt Komlenac är en mosaik av jordbruksmark och naturlig växtlighet. Runt Komlenac är det ganska tätbefolkat, med 67 invånare per kvadratkilometer.